# Johannes Achenbach
Johannes Achenbach (* 18. Januar 1701 in Ferndorf; † 16. Oktober 1771 in Elberfeld) war ein deutscher evangelisch-reformierter Geistlicher des 18. Jahrhunderts.

## Leben
Achenbach wurde 1701 als Sohn aus der ersten Ehe des Dorflehrers Johann Heinrich Achenbach und dessen Frau Anna Maria (geb. Wurmbach) in Ferndorf, einem heutigen Stadtteil von Kreuztal bei Siegen geboren. Er besuchte das Pädagogium in Herborn und immatrikulierte sich dort 1721 für ein Hochschulstudium. Zudem studierte er an der Universität in Duisburg. Nach Abschluss seines Studiums trat Achenbach in den Dienst der reformierten Kirche. Am 16. Oktober 1725 wurde er zum Pfarrer der Kirchengemeinde Heeren in der Grafschaft Mark gewählt. Die Präsentation lag beim Patronatsherrn der örtlichen Kirche, Freiherr Ferdinand Christoph Albrecht Plettenberg, der Achenbach nach erfolgreich absolvierter Probepredigt formell berief. Die feierliche Ordination fand im Januar 1726 in Heeren statt. 
Am 8. August 1726 heiratete er in Hilchenbach Ernestine Charlotte Trainer. Ihr Vater Johann Caspar Trainer war dort Amtmann und Richter. Aus der Ehe gingen sechs Kinder hervor. Achenbach übernahm mit Heeren eine Gemeinde in schwieriger Lage: Die alte Kirche in Heeren war baufällig und musste erneuert werden. In den Jahren 1736 und 1737 unternahm er mehrere Kollektenreisen, um Spenden für den Wiederaufbau der durch einen Sturm 1735 schwer beschädigten Kirche zu sammeln. Durch seinen Einsatz konnte die Instandsetzung finanziert werden. Achenbach genoss hohes Ansehen beim lokalen Adel auf Haus Heeren und mehrere Familienmitglieder des Stammes Schwarzenberg der adligen Familie von Plettenberg übernahmen Patenschaften für die Kinder Achenbachs.
Als die reformierte Gemeinde Kamen Achenbach im Juli 1731 zum Pfarrer wählte, lehnte er den Ruf „aus Liebe zu meiner jetzigen Gemeinde“ in Heeren ab. Zu diesem Verbleib wurde er insbesondere durch die Patronatsfamilie von Plettenberg ermuntert. Im Jahr 1742 folgte Achenbach schließlich einem Ruf nach Elberfeld. Er wurde im Oktober 1742 zum ersten Pfarrer der reformierten Gemeinde Elberfeld im Herzogtum Berg gewählt. Am 14. Oktober 1742 hielt er in Heeren seine Abschiedspredigt und übersiedelte mit der Familie nach Elberfeld. Im Rahmen der Elberfeldischen Unruhen und die Affäre um das Buch Religions-Probe des evangelischen Pfarrers Stephan Spitzbarth wurde Achenbach im September 1754 im Elberfelder Rathaus verhört. Er war 1761 neben Johann Kaspar Eller und weiteren einer der Autoren der Schulordnung der reformierten Lateinschulen in Elberfeld. In Elberfeld amtierte er fast drei Jahrzehnte lang bis zu seiner Emeritierung im Jahr 1770. Achenbach starb ein Jahr nach seinem Ruhestand, im Alter von 70 Jahren.
Johannes Achenbach ist der Vorfahr der weitverzweigten Familie Achenbach, die später im Rheinland hervortrat. Über seinen Sohn Wilhelm Christoph Heinrich, der eine kaufmännische Laufbahn einschlug und 1758 das Bürgerrecht der Stadt Elberfeld erwarb und als Kaufmann und Seidenfabrikant ein Handels- und Bankhaus begründete und die weiteren Generationen stammen die Düsseldorfer Malerbrüder Andreas Achenbach und Oswald Achenbach von ihm ab.